# Heliophanus dubourgi
Heliophanus dubourgi är en spindelart som beskrevs av Simon 1904. Heliophanus dubourgi ingår i släktet Heliophanus och familjen hoppspindlar. Inga underarter finns listade i Catalogue of Life.